# Coquille Saint-Jacques
Pecten maximus
Pour les articles homonymes, voir Coquille Saint-Jacques (homonymie) et Saint-Jacques.
Espèce
La coquille Saint-Jacques (Pecten maximus) est une espèce de mollusque bivalve marin de la famille des pectinidés. Parmi toutes les espèces de cette famille qui sont légalement autorisées à bénéficier de l'appellation commerciale « Saint-Jacques », elle est la plus recherchée des gastronomes. Elle est reconnaissable à sa grande taille comparée aux autres espèces du genre Pecten et à sa coquille pourvue de côtes en éventail, dont la valve supérieure est totalement plate, contrairement aux pétoncles ou vanneaux dont les deux valves sont bombées.

## Description

Valve droite
Valve gauche

À coquilles inégales, sa valve supérieure est totalement plate et pourvue de côtes. Elle est de couleur rouge à brun, quelquefois rose ou tachetée.

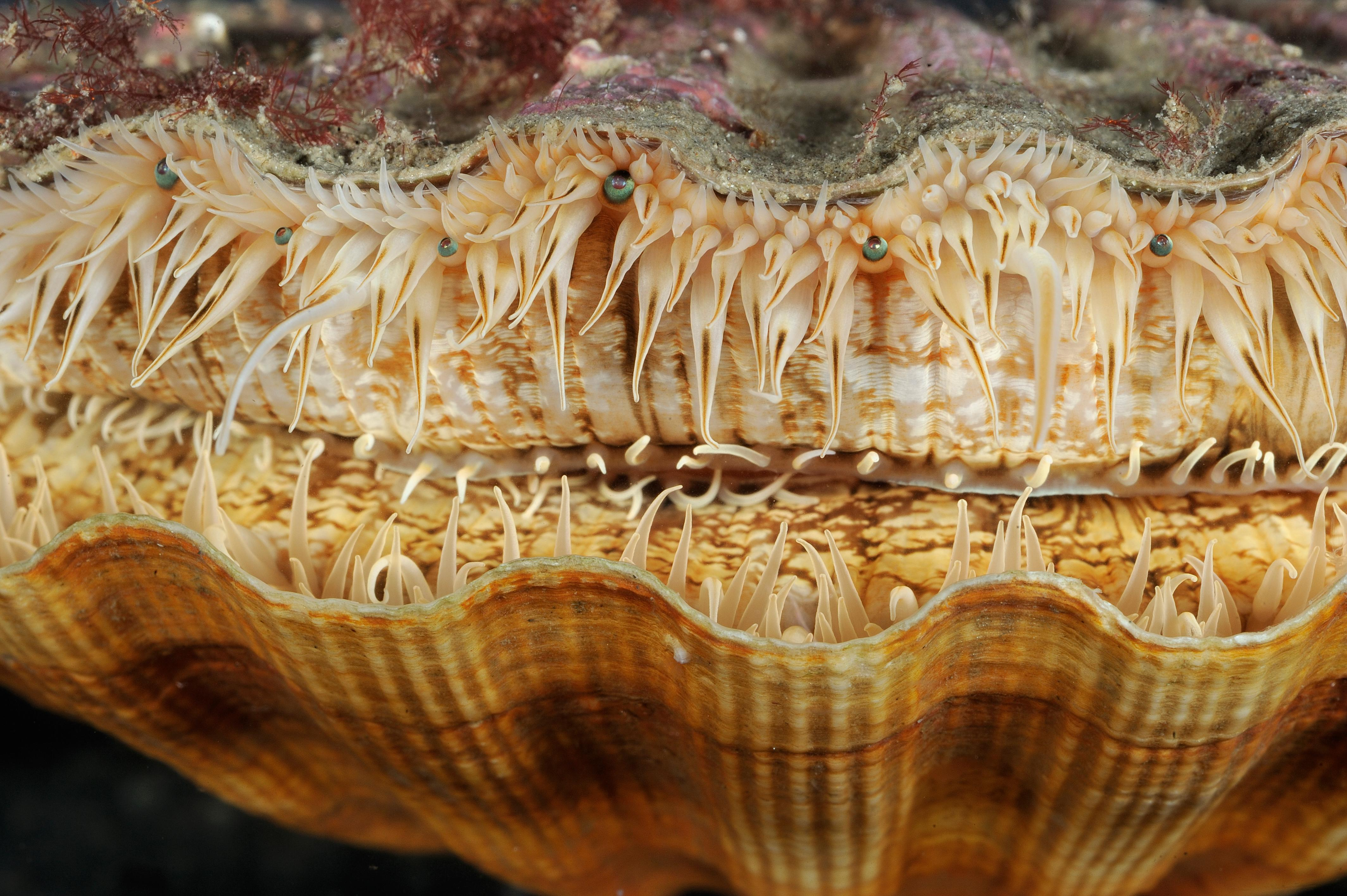
Les yeux sont visibles sous la forme de points noirs brillants sur le bord du manteau d'une coquille Saint-Jacques entrouverte.

L'espèce possède la particularité, rare dans le monde animal des coquillages, d'être munie de jusqu'à 200 yeux catadioptriques élémentaires (sortes de miroirs formés de couches de cristaux cubiques de guanine qui fonctionnent par réflexion) situés en bordure de sa coquille,.

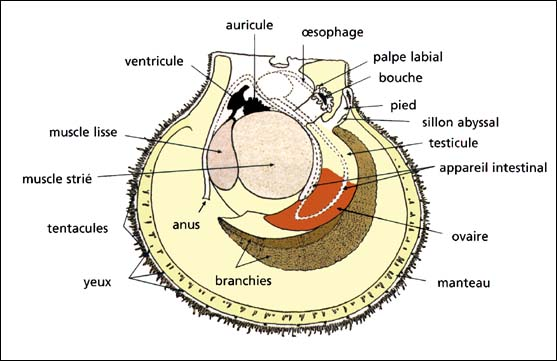
Anatomie de Pecten.

La coquille Saint-Jacques est hermaphrodite. Sa glande génitale, appelée corail en gastronomie, est constituée de deux parties : l'une mâle, blanc ivoire (à ne pas confondre avec le pied) ; l'autre femelle, rouge orangé. Ces deux parties n'arrivent pas à maturité simultanément, les gamètes mâles précédant généralement les femelles (protandrie).
La coquille Saint-Jacques peut se déplacer relativement vite sur de courtes distances, par bonds, en claquant ses valves et en expulsant rapidement l’eau (hydropropulsion).
À l'état sauvage, elle peut vivre une vingtaine d'années. À sa taille commerciale, elle pèse 190 g dont 120 g de coquille.

Valve droite.
Valve gauche.

- Valve droite
- Valve gauche

## Origine du nom
L'appellation « Coquille Saint-Jacques » viendrait des coquilles dont se paraient les pèlerins se rendant à Saint-Jacques de Compostelle. Ces coquilles étaient supposées porter bonheur car elles rappelaient celles dont était sorti couvert un cavalier sauvé des eaux par les compagnons de Saint-Jacques qui transportaient sa dépouille en Espagne. Cependant, l'origine de ce nom reste incertaine et encore débattue,,.

## Noms vernaculaires

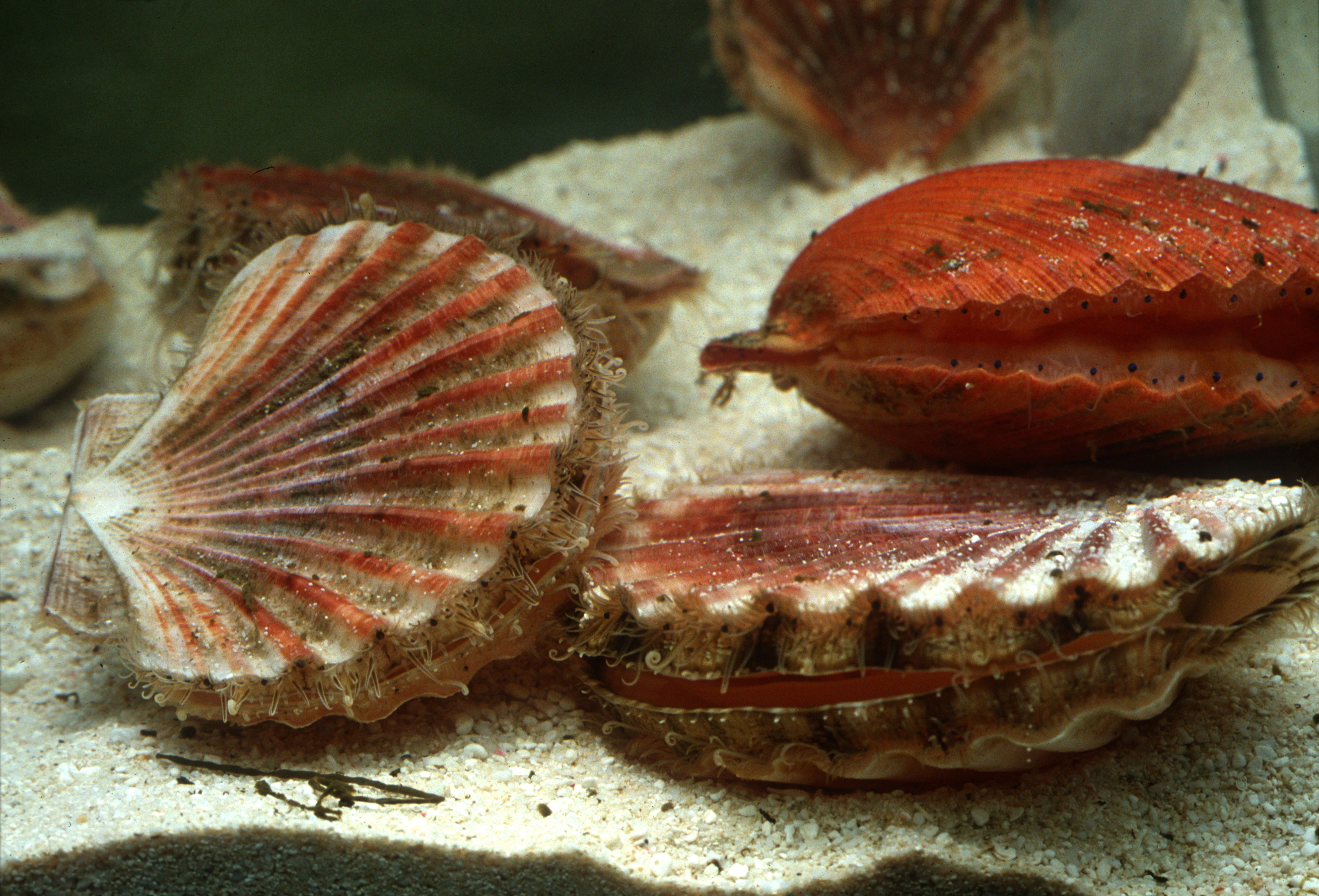

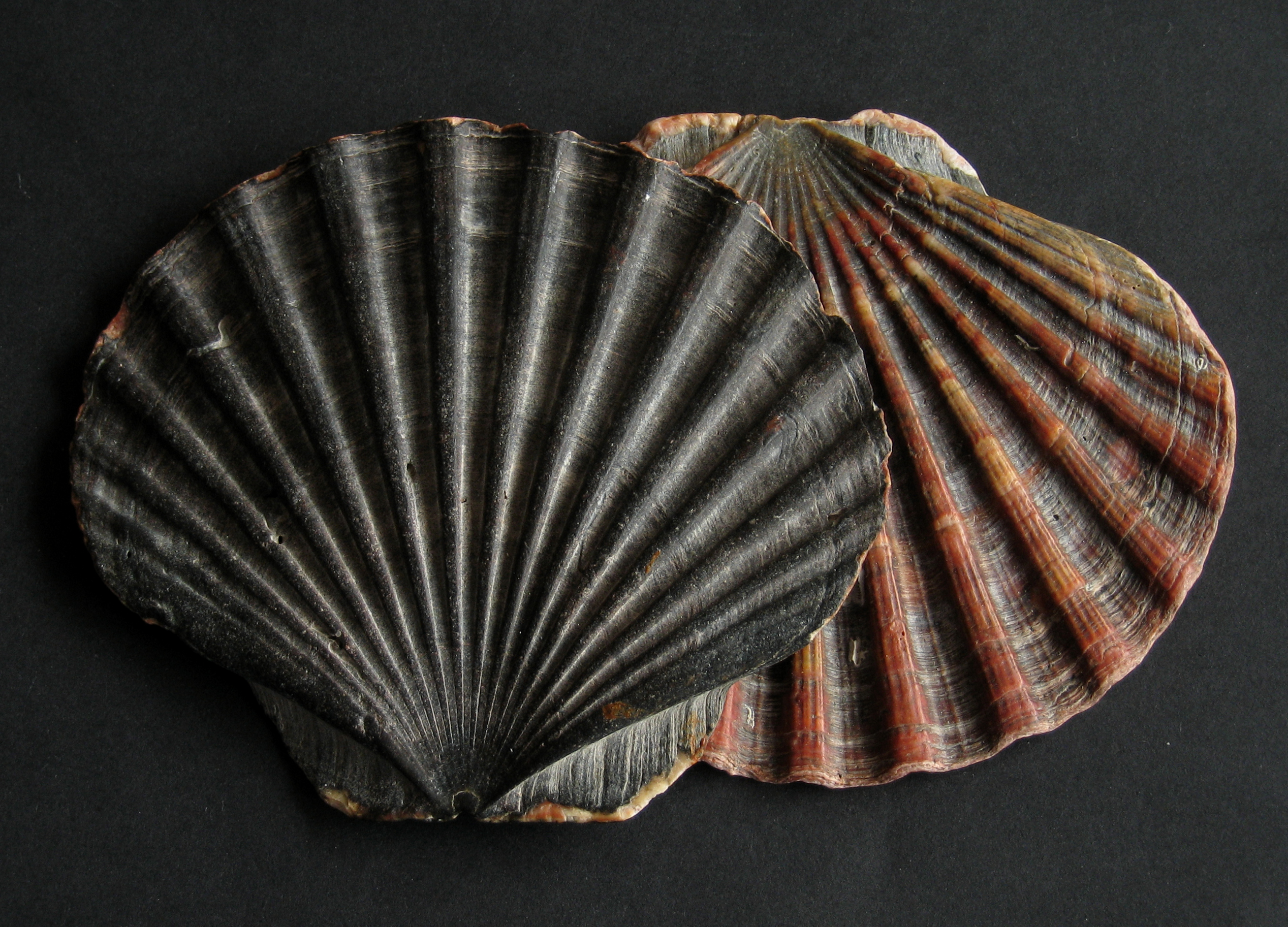
Pecten maximus,

Le nom scientifique de ce bivalve Pecten maximus, soit « Pecten le Très Grand », peut être traduit par « le très grand peigne » et fait référence à la coquille qui porte des côtes disposées comme les dents d'un peigne.
Dans une partie de la Normandie, surtout dans le Calvados, la coquille Saint-Jacques est appelée un godefiche, terme utilisé entre autres par Gustave Flaubert dans Madame Bovary ou dans Un cœur simple : « D'autres fois, ayant passé la Toucques en bateau, ils cherchaient des coquilles. La marée basse laissait à découvert des oursins, des godefiches, des méduses ; et les enfants couraient, pour saisir des flocons d'écume que le vent emportait. ». En revanche, dans le Cotentin, le godefiche ou le gofiche, etc., est l'ormeau.
En breton, elle est appelée krogenn Sant-Jakez ou kalipezenn.

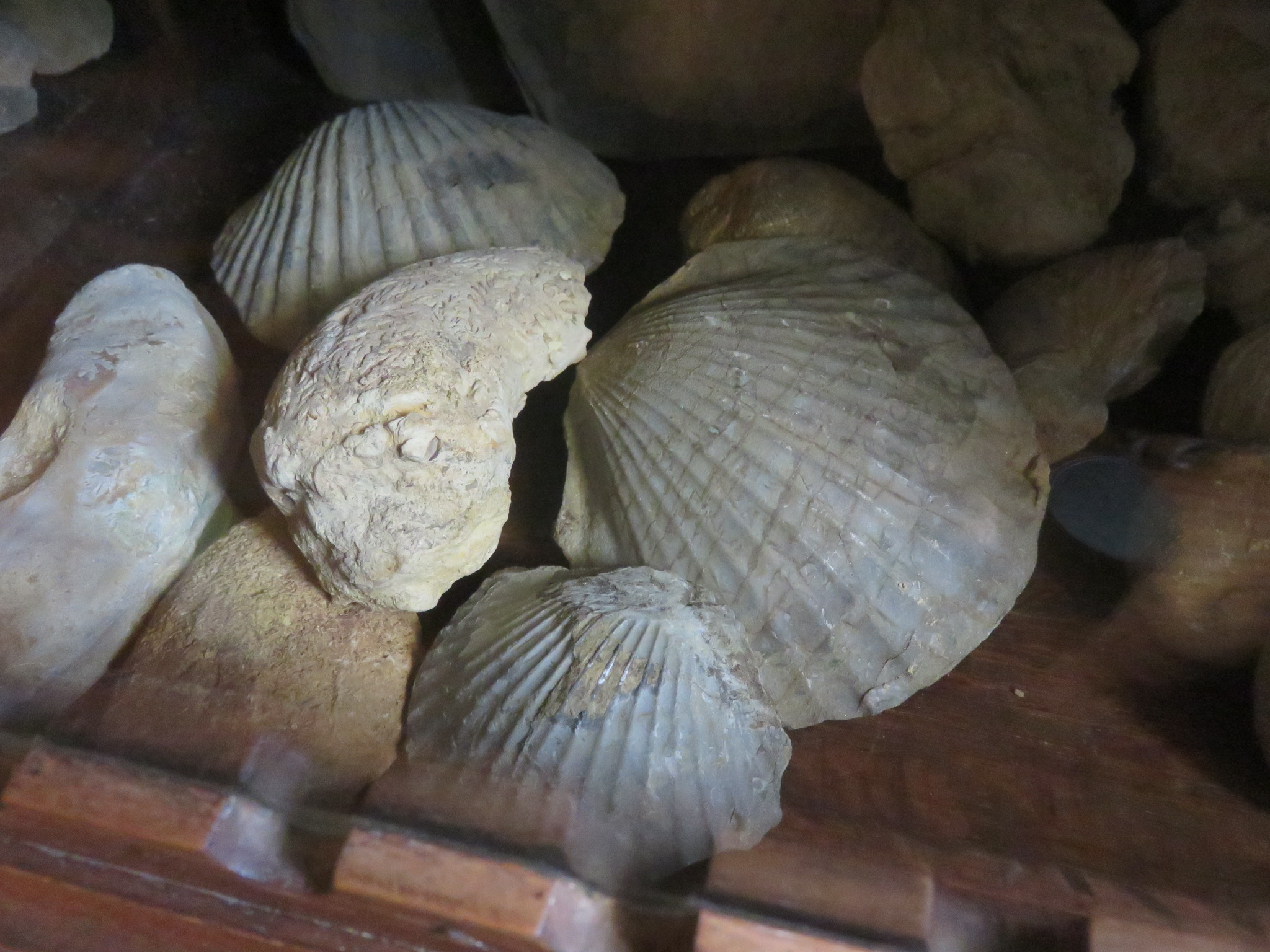
Fossiles du trias du vignoble du Jura.

## Origine
Les scientifiques considèrent que « le centre de diversification des coquilles Saint-Jacques a été la région indo-pacifique au début du Miocène, soit entre 23,8 et 5,3 millions d'années ».

## Répartition
En Europe, elle vit dans le nord de l'Atlantique et dans la Méditerranée : on la trouve dans le pas de Calais, au large de la Normandie, de la Bretagne, de l'Écosse, de l'Irlande, de l'Angleterre ou de l'Italie.

## Pêche

### En France
La pêche de la coquille Saint-Jacques est pratiquée par des bateaux spécialisés, les coquilliers. En France, elle est strictement réglementée et n'est autorisée que du 1er octobre au 15 mai par arrêté ministériel, période choisie à l'initiative des organisations professionnelles françaises, afin de protéger les ressources et laisser à la coquille le temps de grossir. Les coquilles mettent deux ans en Manche et trois ans en Manche ouest et Atlantique pour atteindre leur maturité sexuelle.

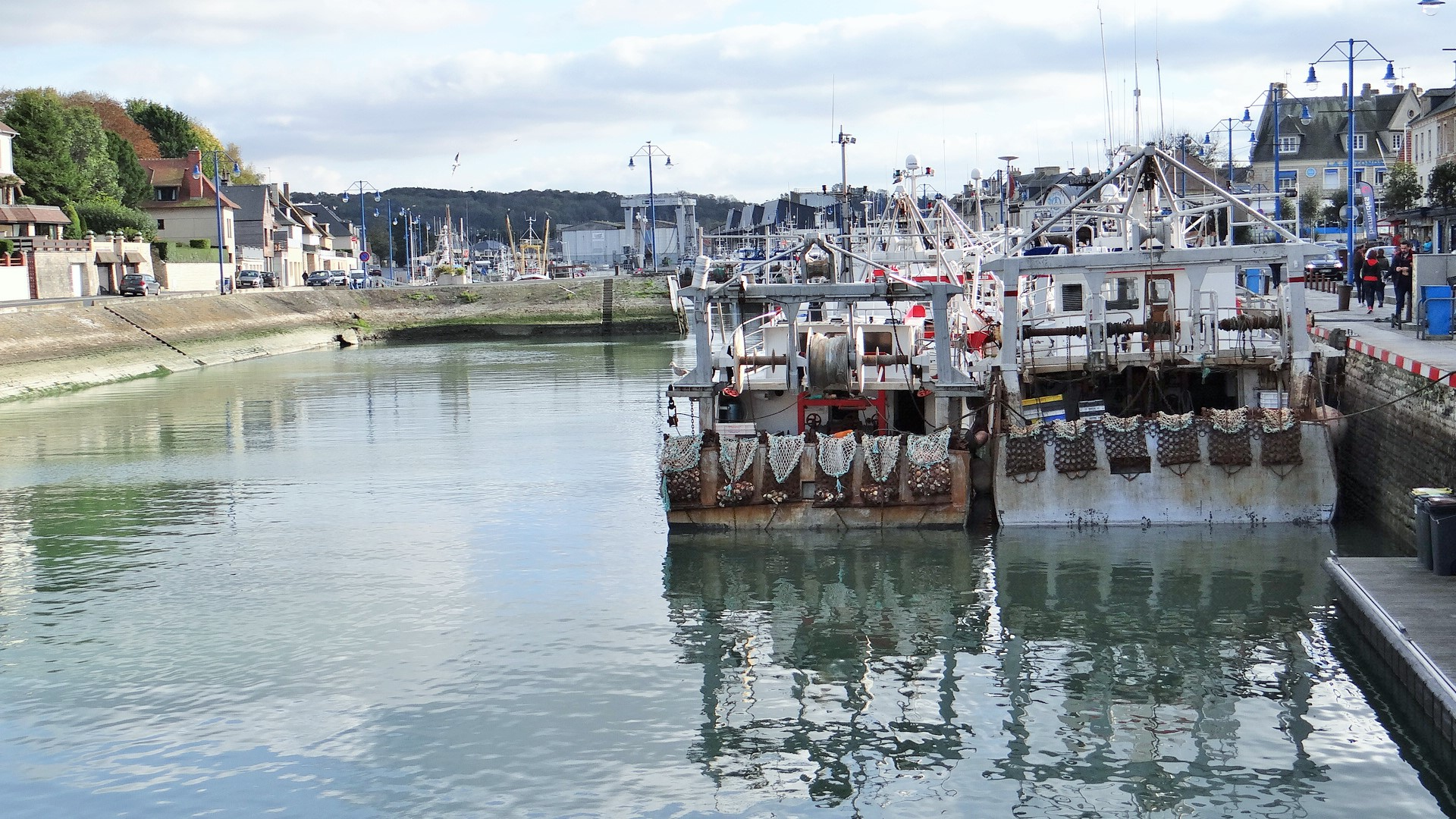
Coquilliers de Port-en-Bessin-Huppain en Normandie.
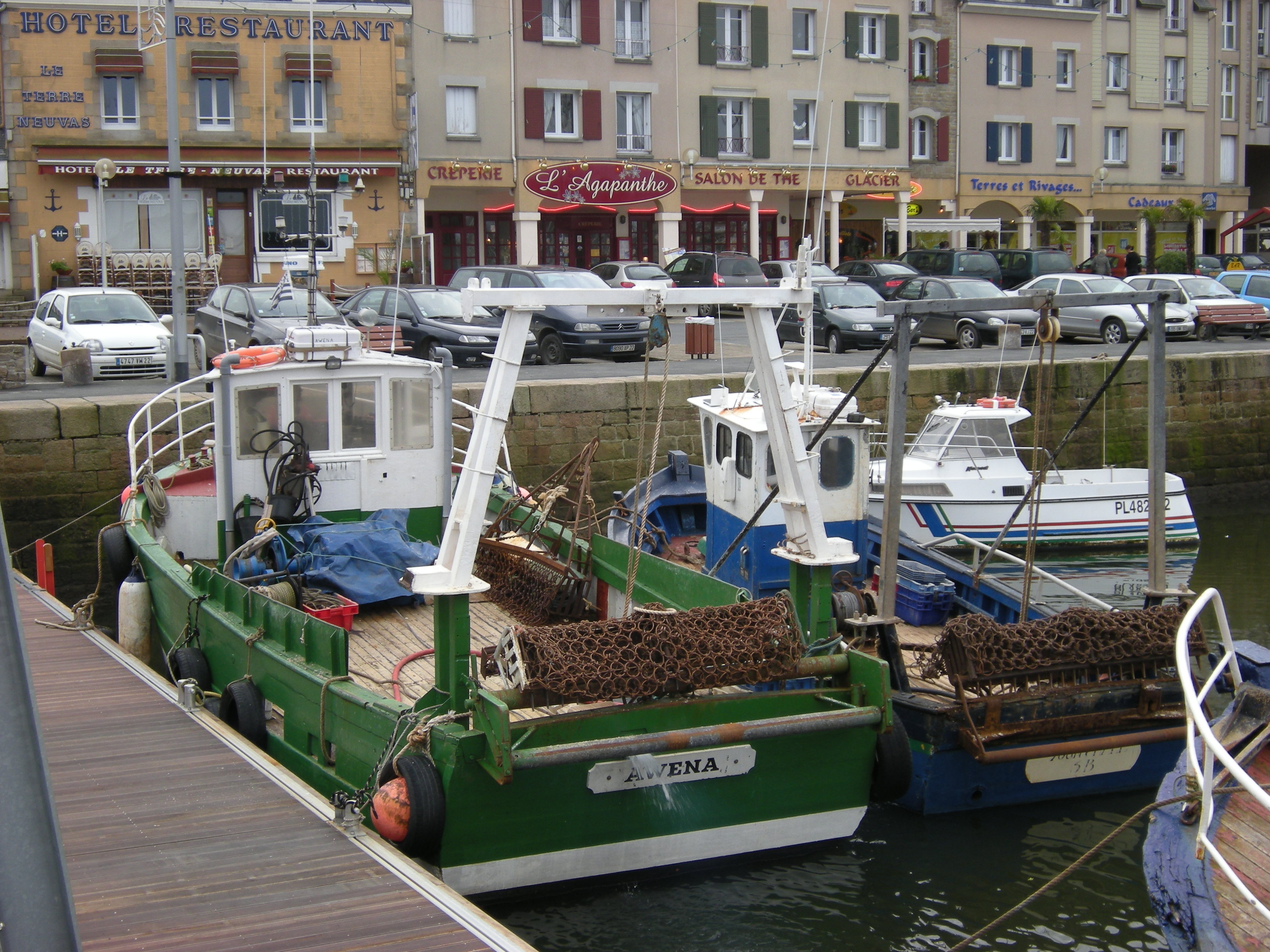
Coquilliers de Paimpol en Bretagne.
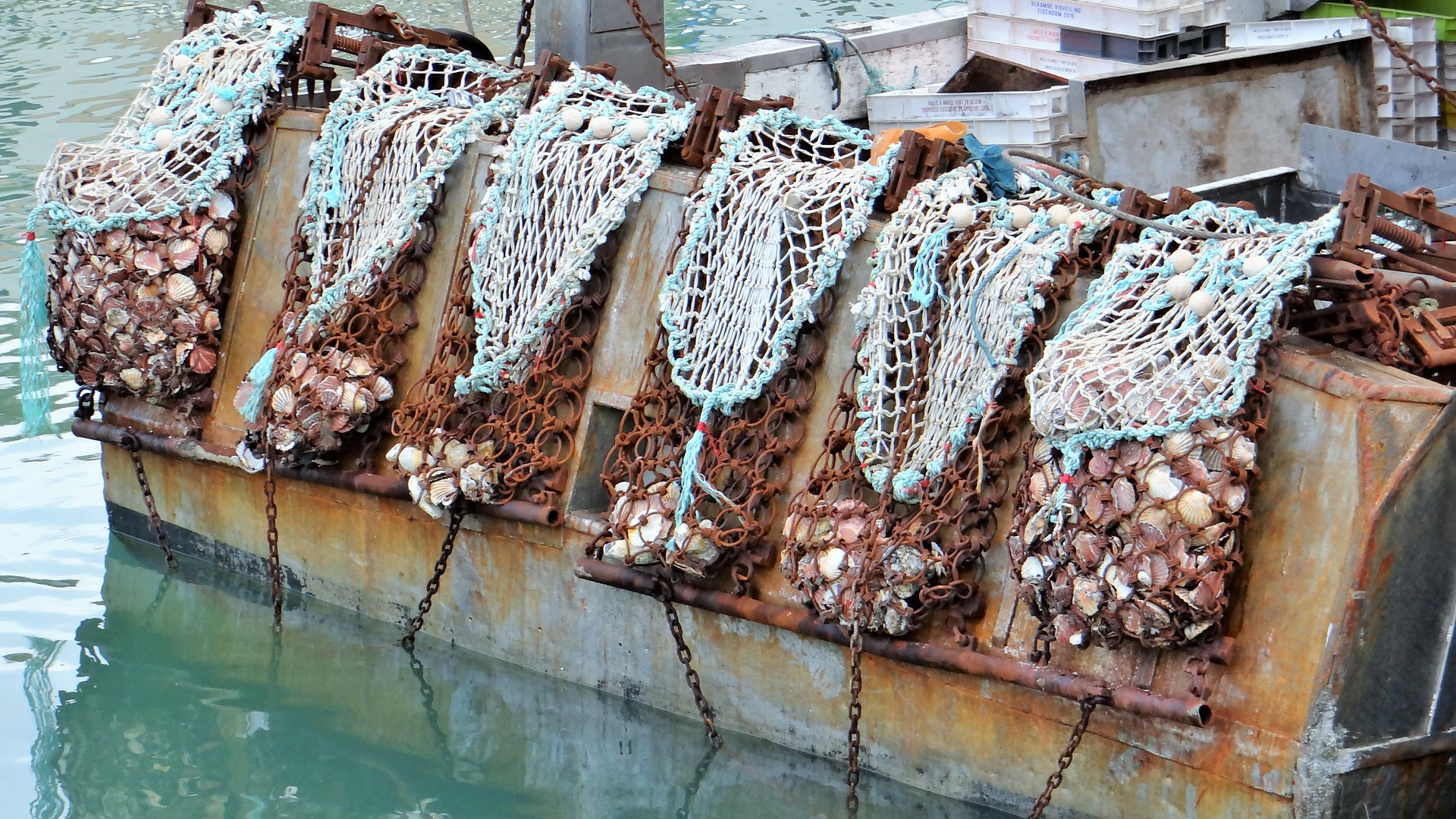
Dragues grillagées sur un coquillier...
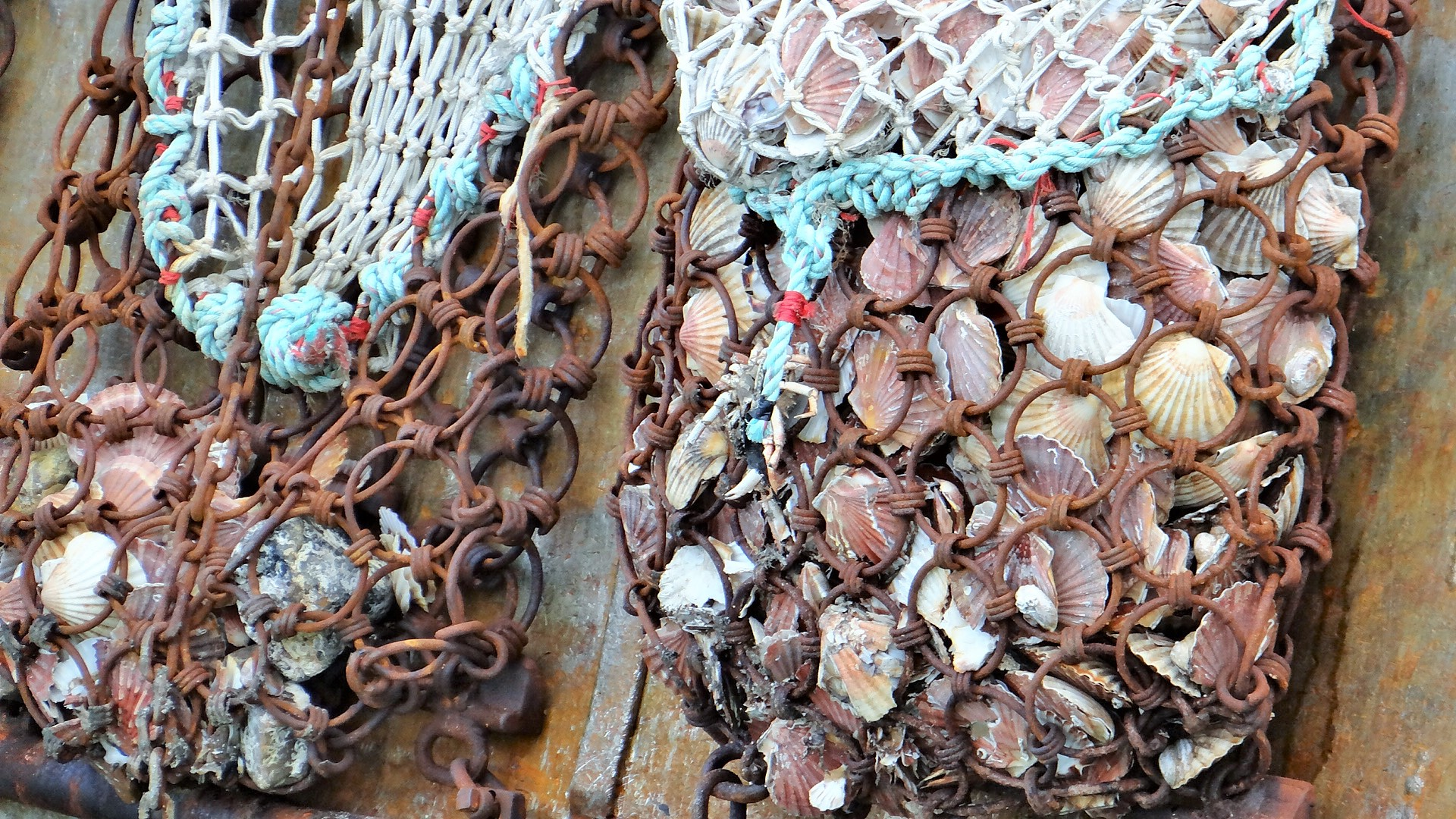
... de Port-en-Bessin-Huppain.
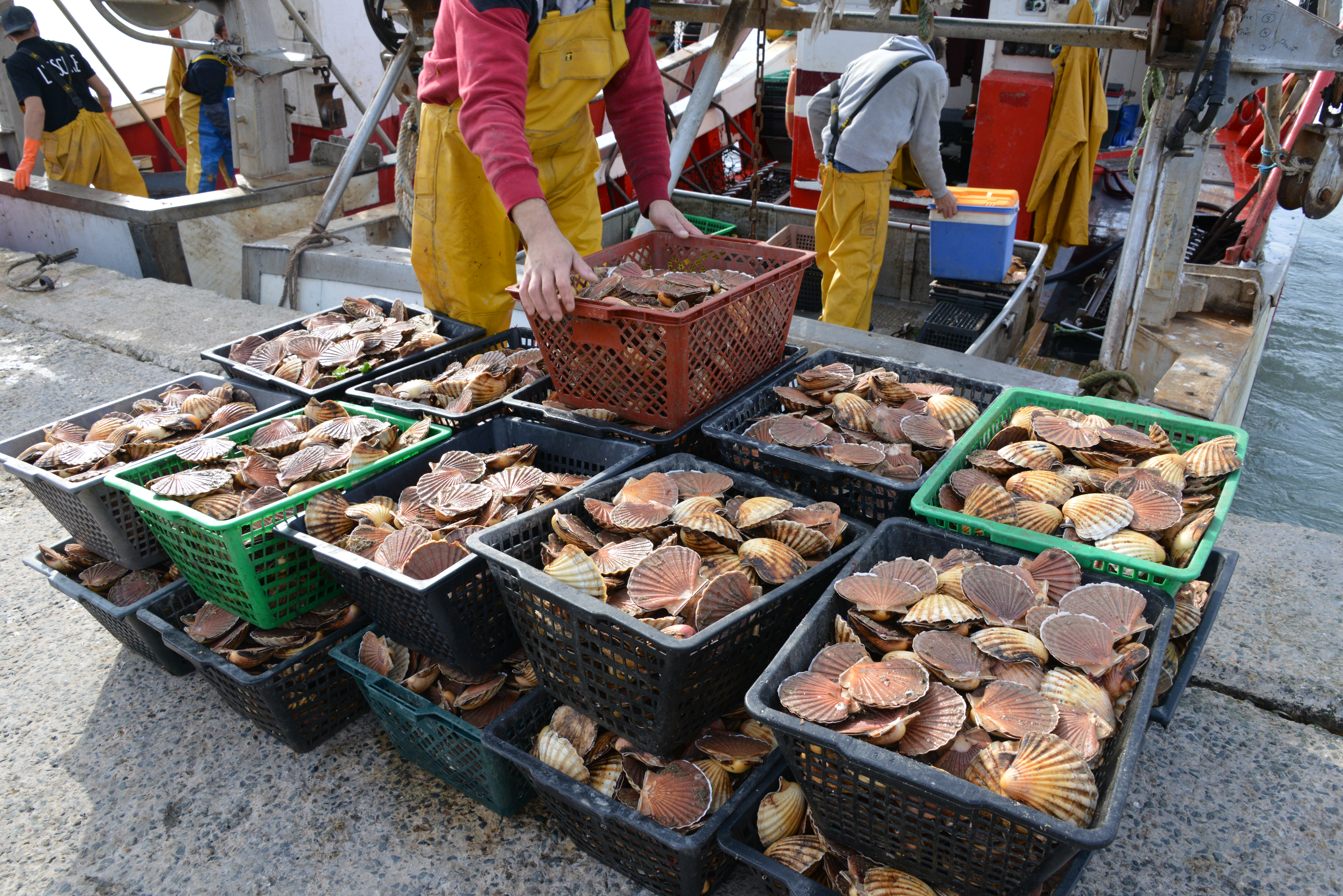
Retour de pêche à La Rochelle.

La taille minimum légale pour les professionnels est 11 cm pour la Manche et 10,2 cm pour la Manche ouest et les autres gisements alors que pour la pêche de loisir, elle est de 11 cm pour tous les gisements. Pour pêcher la coquille, les bateaux doivent disposer d'un PPS (Permis de Pêche Spécial). Sur les gisements classés, ils doivent aussi détenir une licence de pêche (Saint-Brieuc, baie de Seine). Les pêcheurs français sont les seuls à s'interdire de pêcher l'été. La coquille n'est pas une espèce sous quotas de l'Union européenne.
La principale technique employée pour sa pêche est celle de la drague, armature métallique qui permet de fouiller le fond et de « déterrer », puis récupérer les coquilles enfouies. La règlementation du diamètre minimum des anneaux (92 mm en 2004, pour la Manche), permet de limiter la prise de juvéniles.
En France, les principaux ports de pêche de la coquille Saint-Jacques sont, sur le littoral du Pas-de-Calais : Étaples, Boulogne-sur-Mer, sur le littoral normand : Dieppe et Fécamp, Port-en-Bessin, Grandcamp, Saint-Vaast-la-Hougue et Granville. La Normandie représente plus de la moitié de la production française, c'est la première région française de pêche de coquille Saint-Jacques (Pecten maximus) et elle a obtenu deux labels rouges : pour la coquille en 2002 et pour la noix en 2009. La moitié environ de la production étant vendue hors criée, de gré à gré. Enfin sur le littoral breton, la baie de Saint-Brieuc avec les ports d'Erquy, Loguivy-de-la-Mer et Saint-Quay-Portrieux représente près de la moitié de la production française. La pêche « mobilise environ 600 bateaux et emploie 2 400 marins, selon le comité régional des pêches maritimes et des élevages marins. En 2017, la production était de 30 000 tonnes, pour un chiffre d'affaires de 87 millions d'euros ».
Le tableau ci-dessous ne tient compte que des ventes déclarées en criée.
| Criées                                 | Gisements                            | Tonnage en 2003 | Prix moyen en 2003 | Tonnage en 2019 | Prix moyen en 2019 | Spécificités |
| -------------------------------------- | ------------------------------------ | --------------- | ------------------ | --------------- | ------------------ | --- |
| Dieppe, Fécamp                         | Baie de Somme                        | 2 599 t         | 2,90 €/kg          |                 |                    | Absence de corail d'octobre à décembre. Croissance lente. Rendement en noix de 16 %.                             |
| Port-en-Bessin, Grandcamp              | Baie de Seine                        | 2 091 t         | 3,27 €/kg          | 32 000 t.       | 2,20 €/kg          | Coraillée toute la saison. Grosses coquilles. Rendement en noix de 19 %, en baie de Seine.                       |
| Granville                              | Baie du Mont-Saint-Michel            | 1 561 t         | 2,18 €/kg          |                 |                    | Absence de corail d’octobre à mars. Petite coquille.                                                             |
| Saint-Malo, Erquy, Saint-Quay, Loguivy | Baie de Saint-Brieuc                 | 6 803 t         | 2,15 €/kg          | 5 600 t         | 2,00 €/kg          | Corail qui se développe aux mois de février-mars. Petite coquille, croissance rapide. Rendement en noix de 10 %. |
| Brest                                  | Rade de Brest et Iroise              | 147 t           | 4,21 €/kg          |                 |                    | Coraillée toute la saison. Grosses coquilles. Rendement en noix de 17 %.                                         |
| Quiberon                               | Quiberon                             | 170 t           | 4,37 €/kg          |                 |                    | Coraillée toute la saison. Grosse coquille. Rendement en noix de 19 %.                                           |
| Oléron                                 | Pertuis d'Antioche et Pertuis Breton | 106 t           | 4,35 €/kg          |                 |                    | Pêchée en novembre et décembre, coraillée à cette époque.                                                        |

#### Label qualité IGP
La coquille Saint-Jacques des Côtes d'Armor bénéficie d'un label européen indication géographique protégée (IGP) depuis 1998. Cette reconnaissance de qualité garantie la zone de pêche de provenance du littoral des Côtes d'Armor par une pêche artisanale hivernale exclusivement. Le gisement fournit 90 % de la production de Bretagne et environ 50 % de la production française. Selon son cahier des charges ; entière, elle est conditionnée dans des bourriches en bois et la noix de coquille Saint-Jacques est produite à partir d'une coquille Saint-Jacques vivante.

### Au Royaume-Uni
La pêche est autorisée toute l’année au Royaume-Uni, en particulier à Jersey, aussi bien à la plongée qu'au dragage.

## Commercialisation

### Gastronomie
La coquille Saint-Jacques fait partie des mets raffinés. Elle est très appréciée pour sa chair, très riche en fer, et pour son corail, utilisé dans la gastronomie française. Elle est consommée crue (tartare, carpaccio) ou, le plus souvent, cuite (poêlée, rôtie ou pochée). Cette chair correspond à la noix, puissant muscle adducteur qui retient les valves par ses fibres musculaires et stocke l'énergie chimique sous forme de glycogène (biopolymère se transformant à la cuisson en glucose qui se caramélise, d'où la couleur dorée de la noix de coquille lors de la poêlée).

Quelques recettes
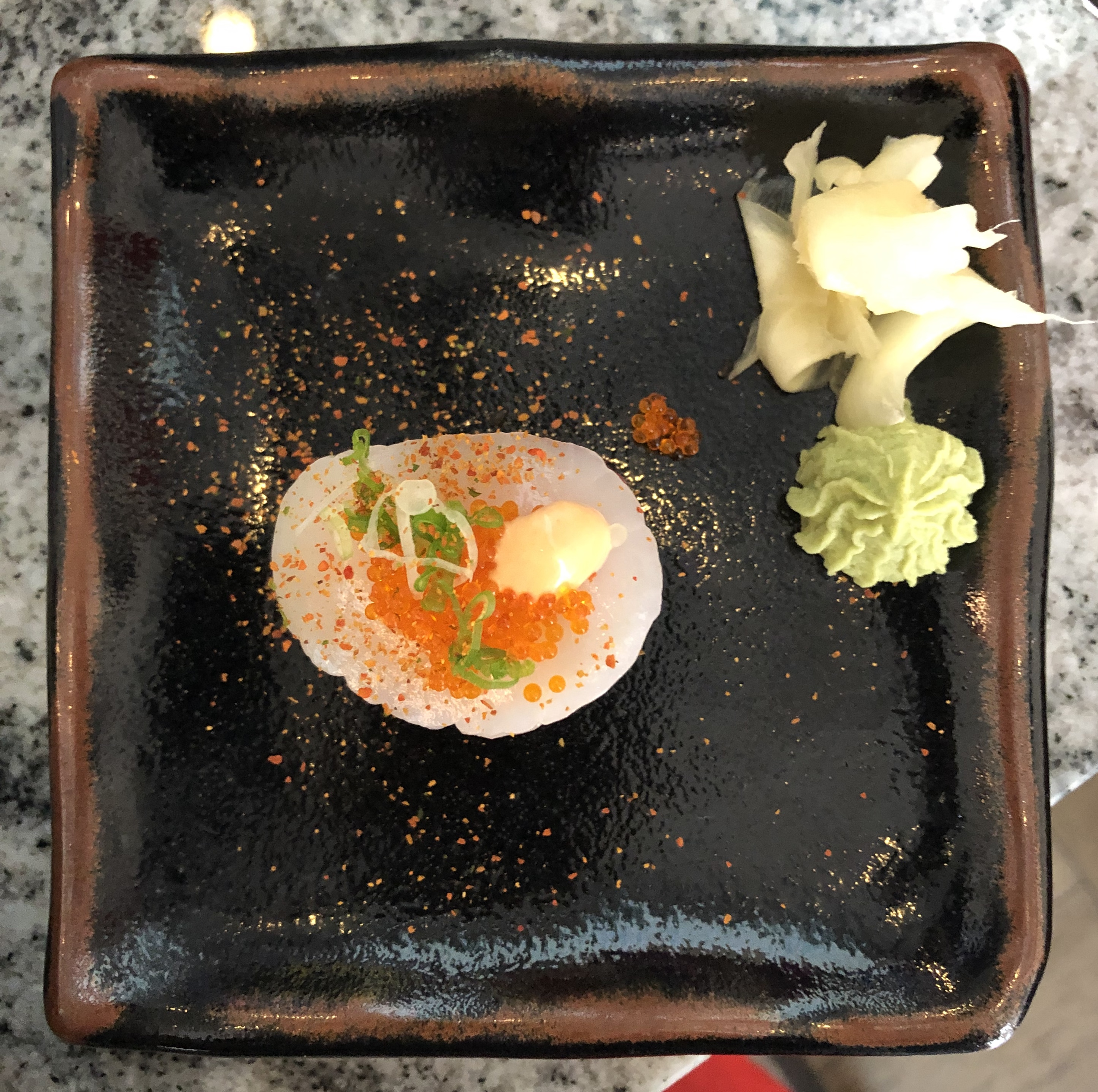
En sushi.
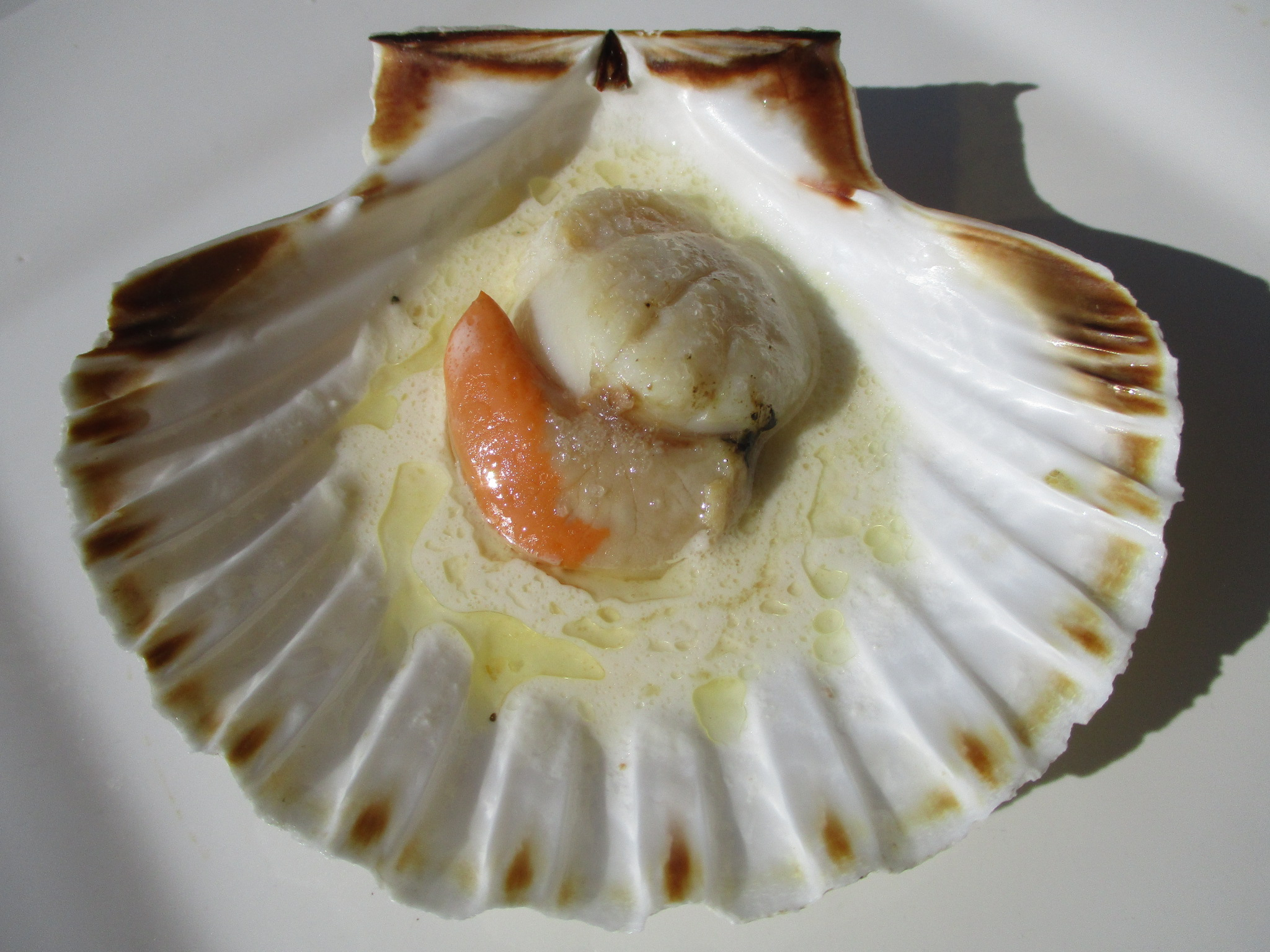
A la crème et huile d'olive.
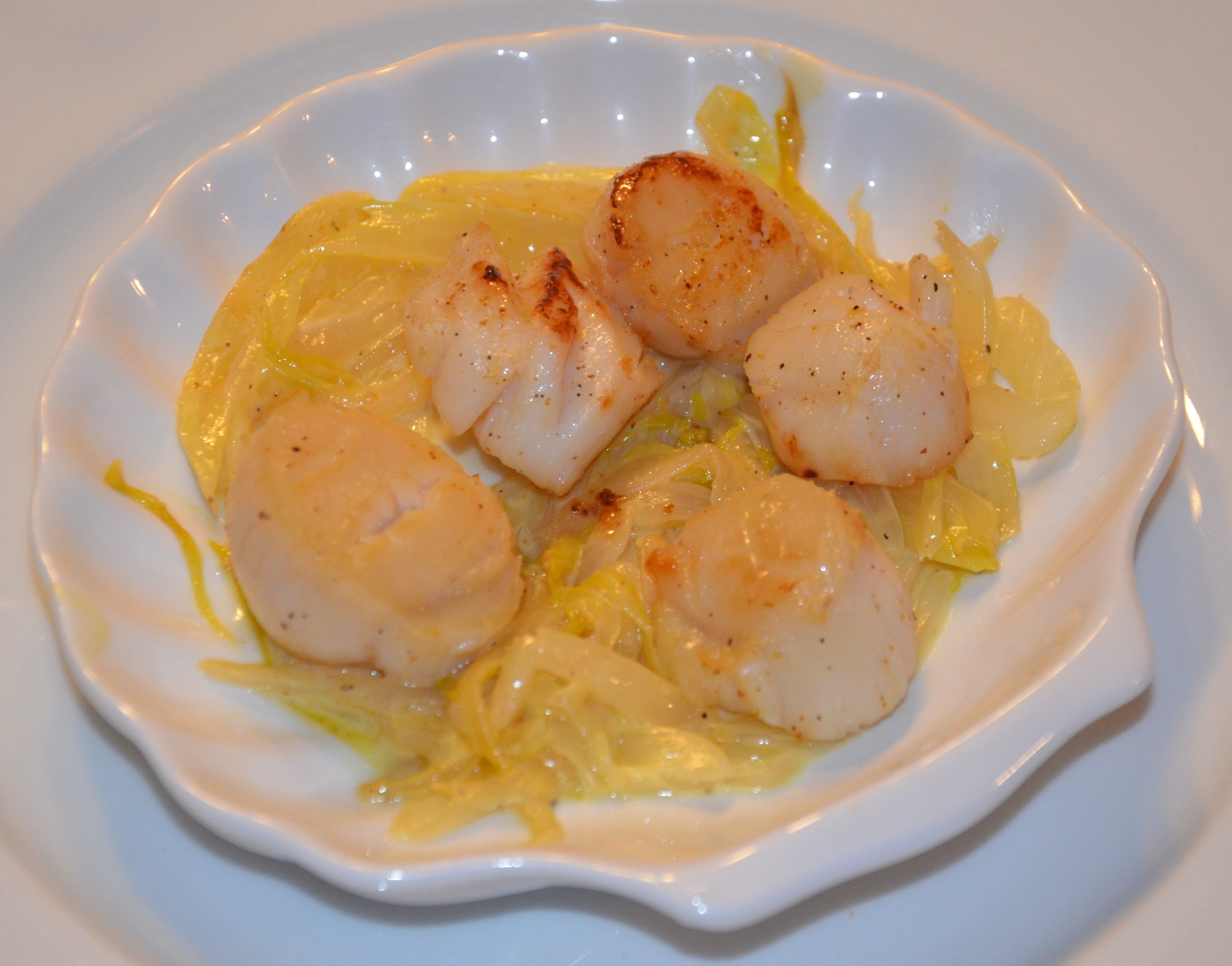
Sur fondue de poireaux au gingembre.
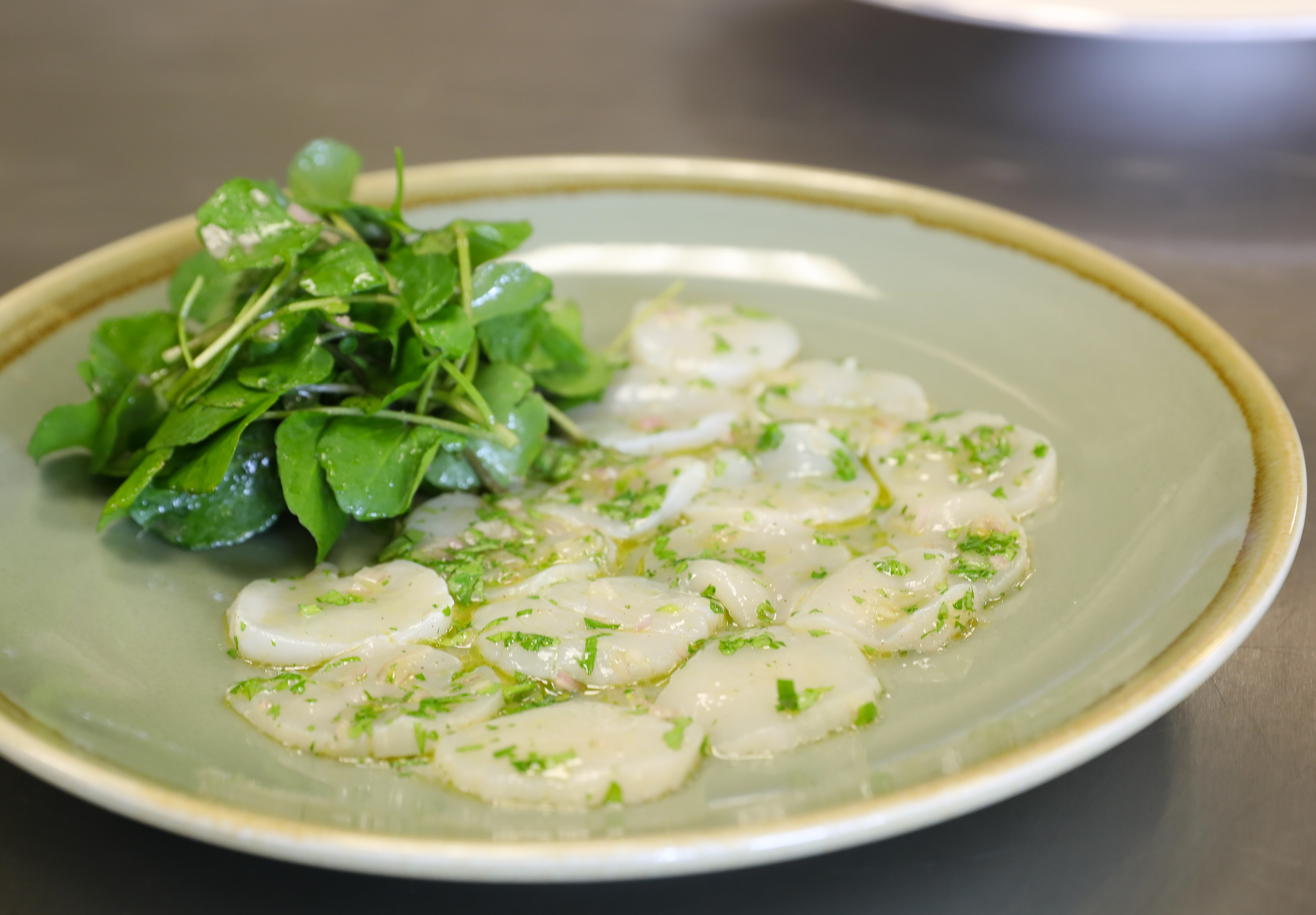
En carpaccio.
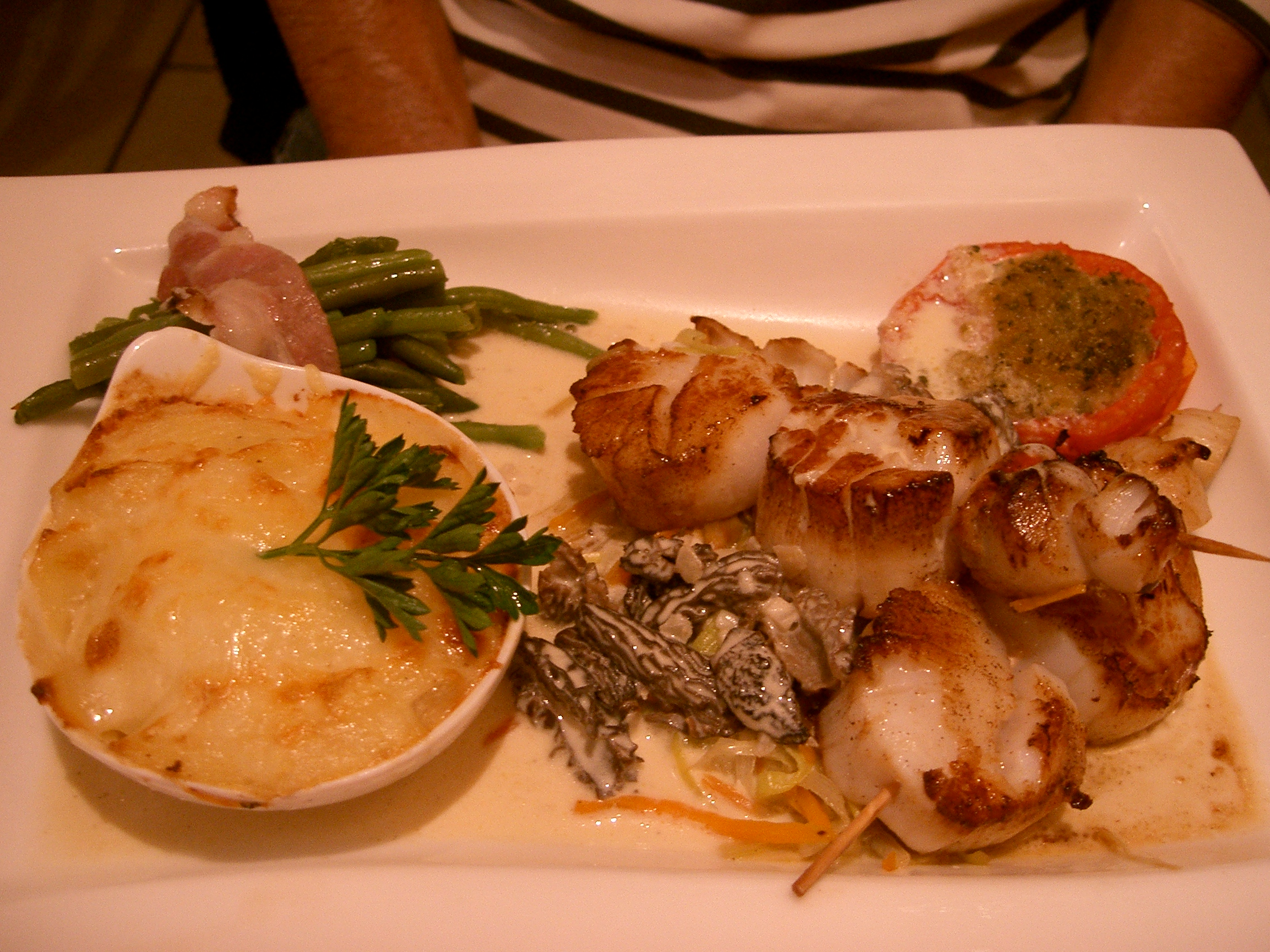
Aux morilles.
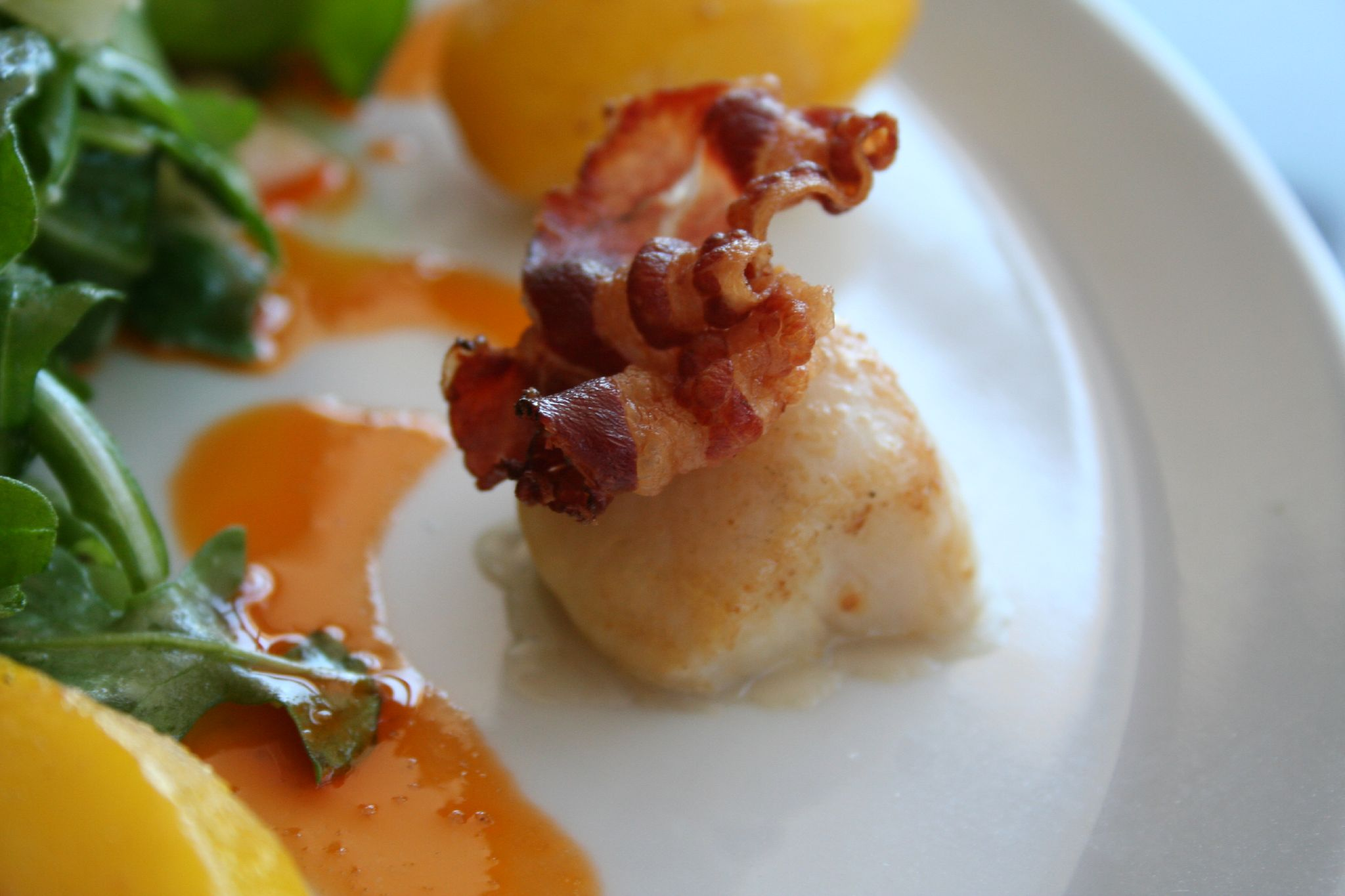
Au bacon.
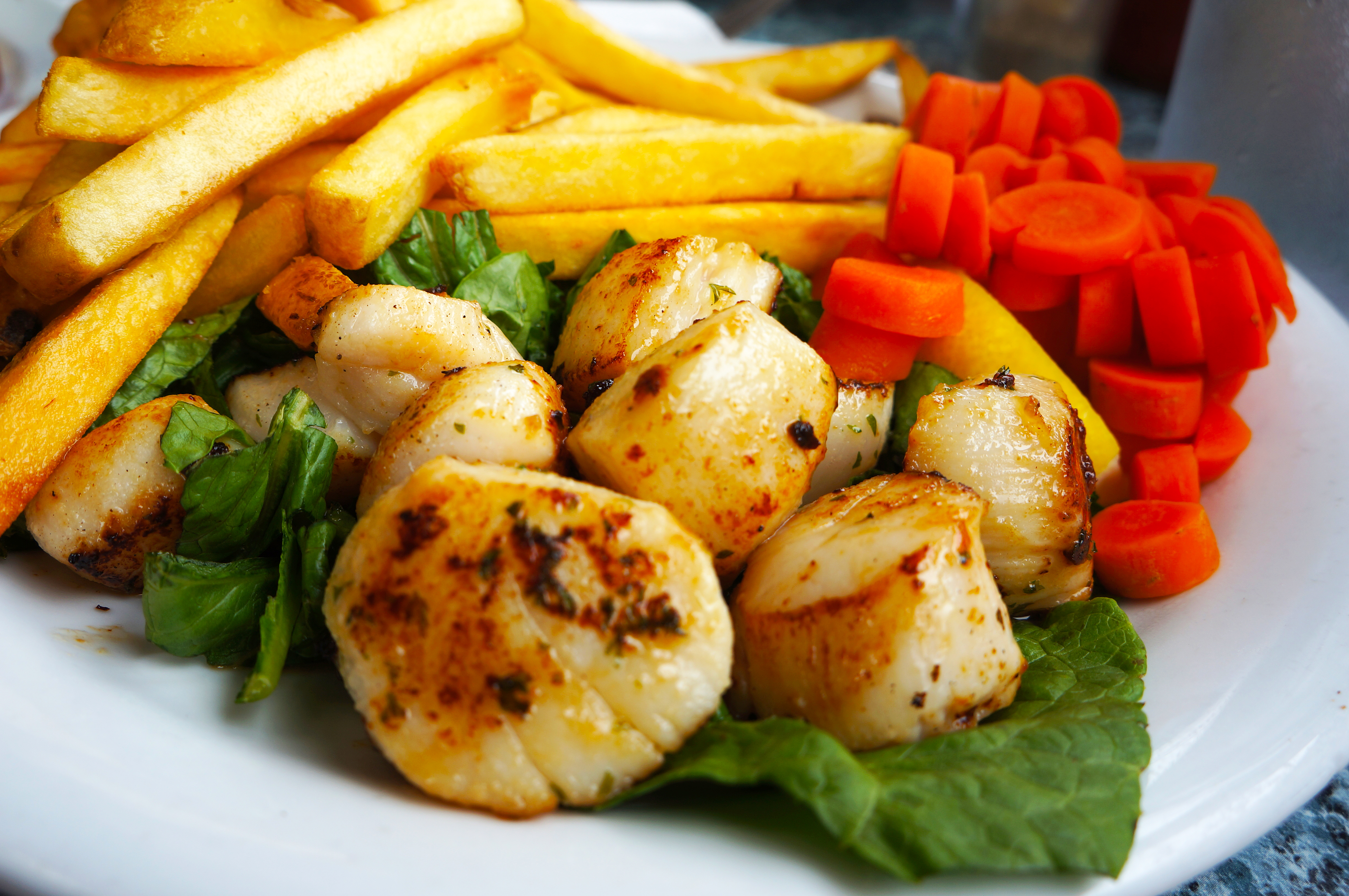
Avec des frites.
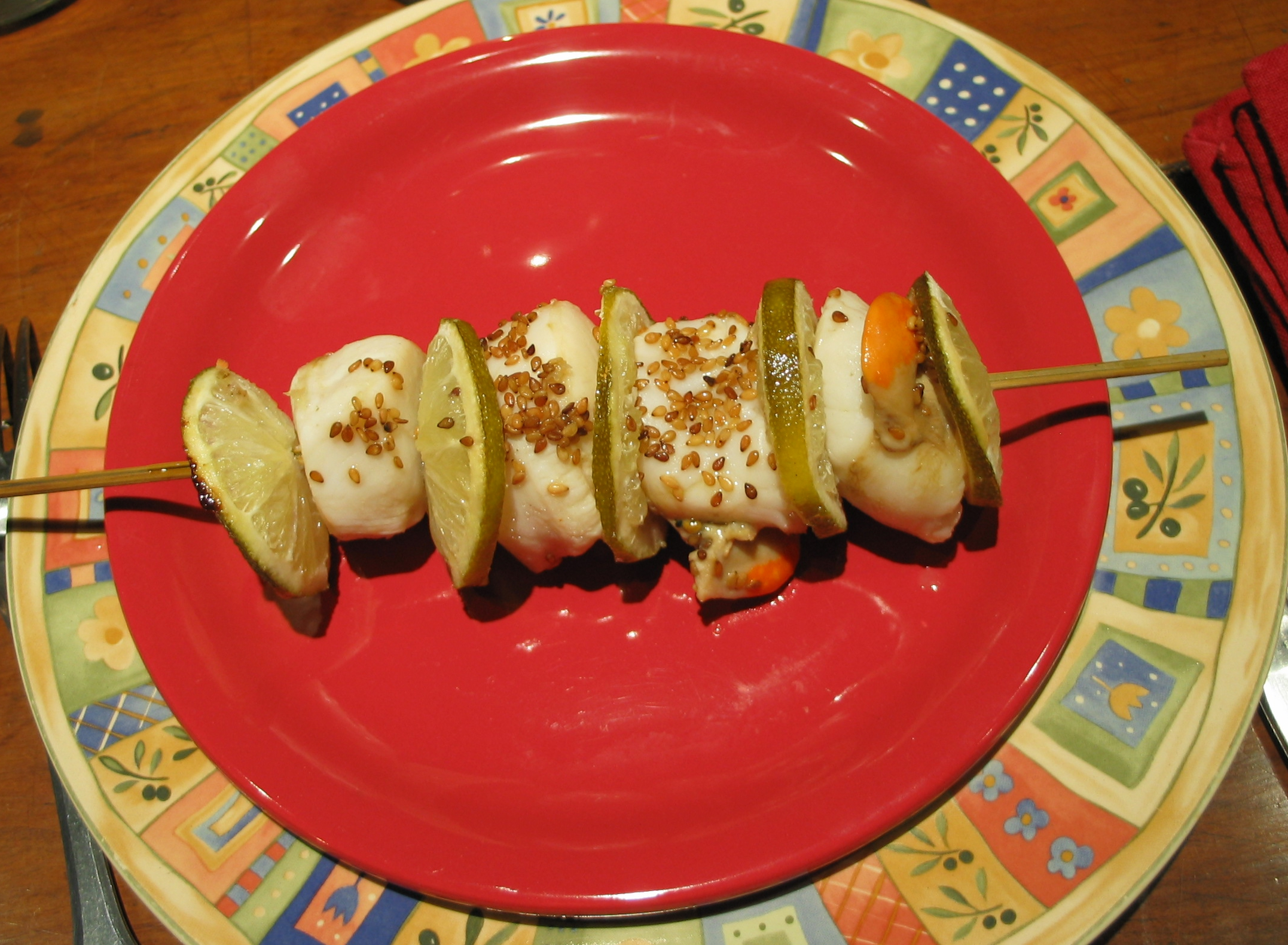
En brochette au citron vert.
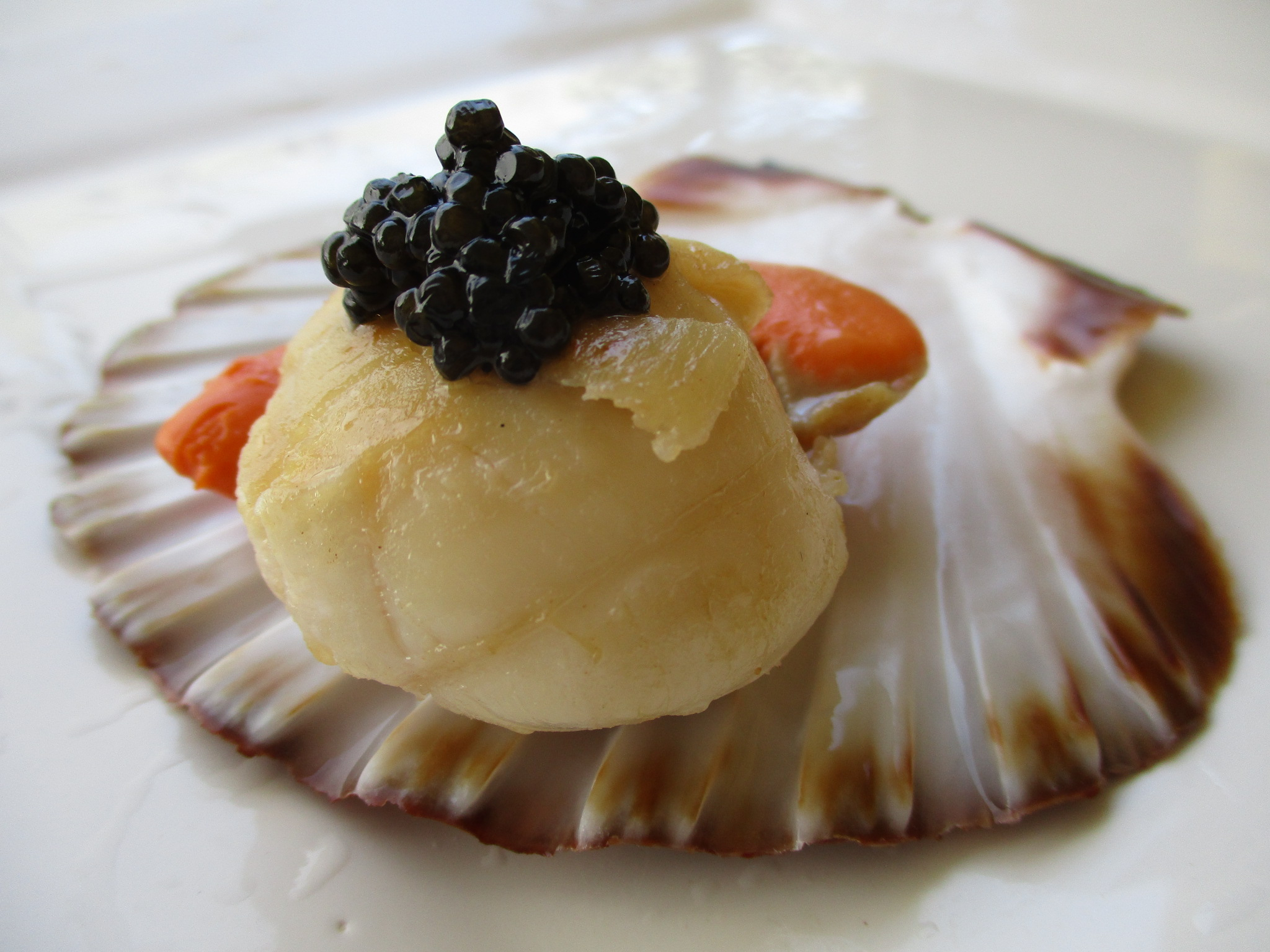
Avec du caviar.
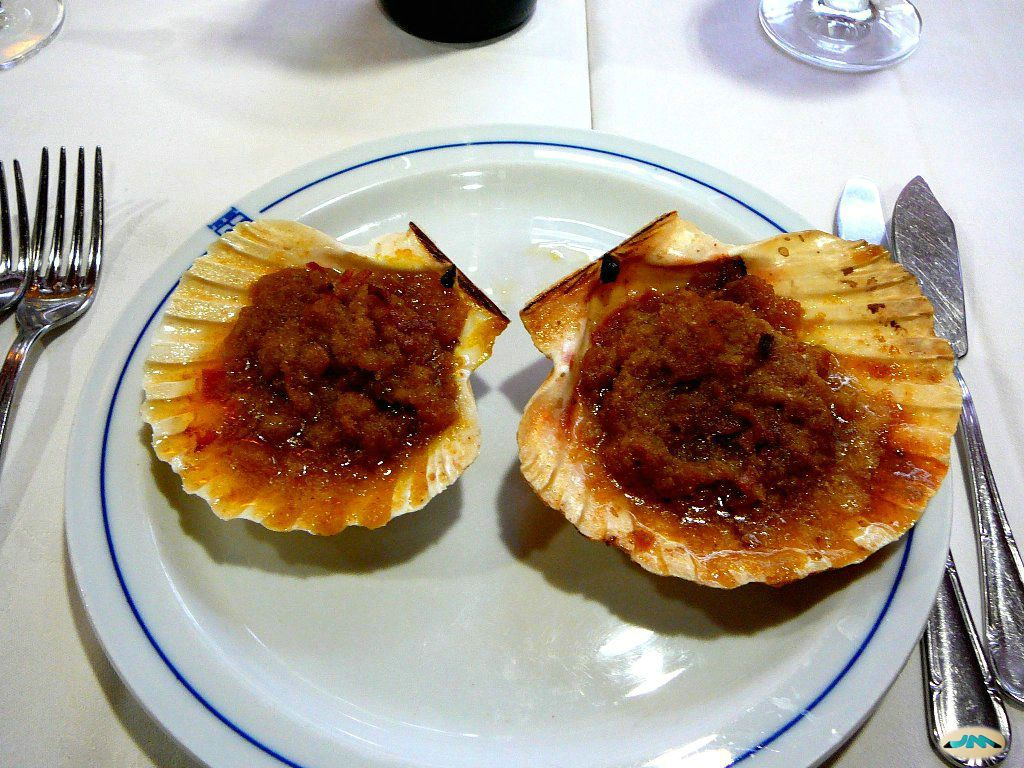
Coquilles Saint-Jacques à l'albariño.
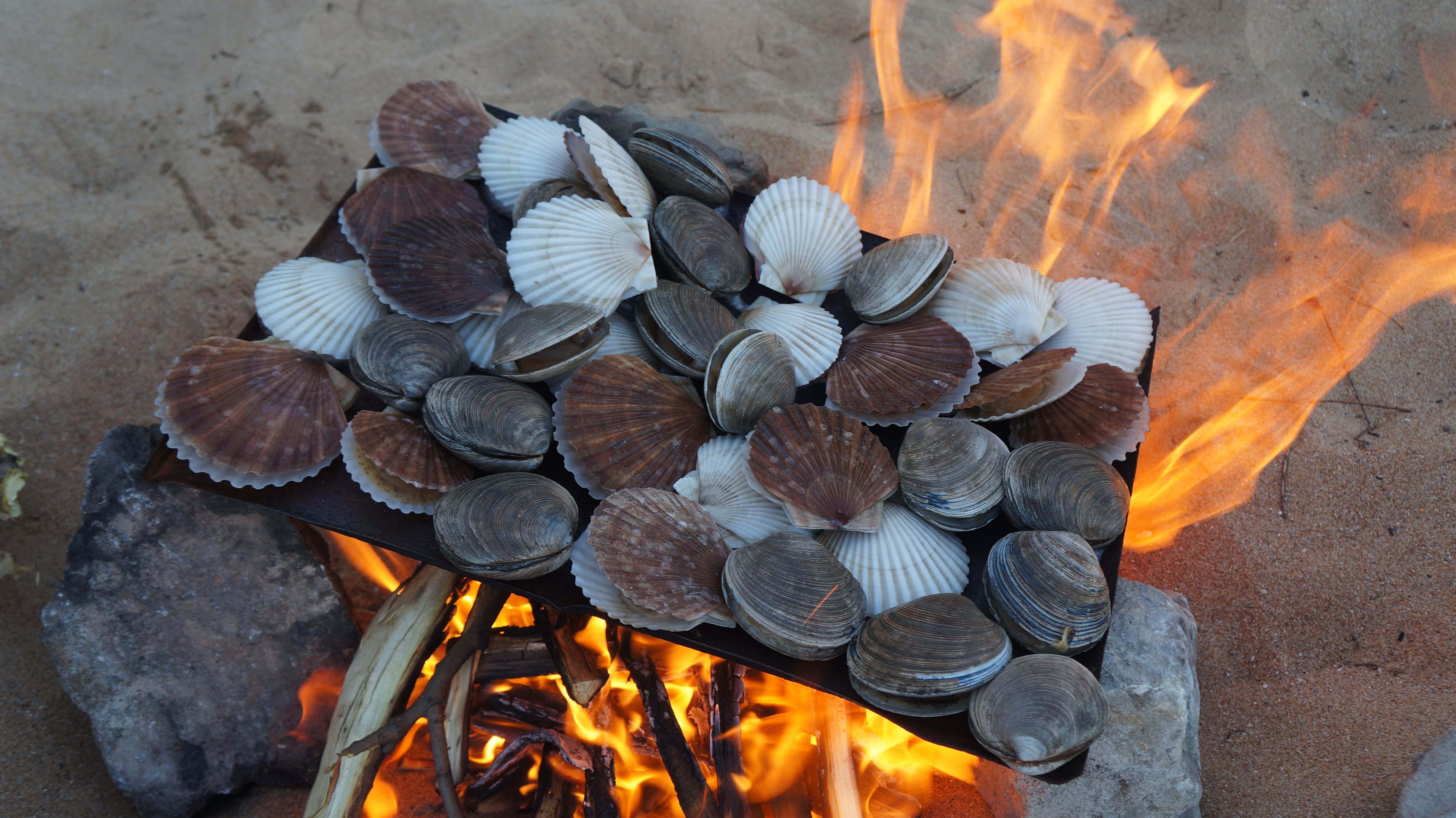
Au feu de bois.

### Conservation
Les avis divergent sur sa résistance à la congélation. Étant donné sa période de pêche assez limitée, et la faible résistance des Saint-Jacques fraîches au transport (par rapport aux moules et huîtres par exemple), les techniques modernes de congélation sont d'un recours utile. Même pour la pêche française de fin de saison qui ne trouve pas d'acheteur en frais, en particulier dans la région de la Baie de Saint-Brieuc.

### Législation
En 1996, l'OMC a décidé, pour régler un différend, d'autoriser les dénominations commerciales « Saint-Jacques » et « noix de Saint-Jacques » pour d'autres pectinidés du genre Pecten que l'espèce Pecten maximus, tels Pecten jacobeus en Méditerranée et Pecten fumatus en Australie, mais aussi pour des genres proches comme Chlamys, Argopecten, Placopecten, Patinopecten (c'est-à-dire des pétoncles ou des vanneaux).
Cela inclut donc les pétoncles pêchés dans l'Atlantique nord (Placopecten magellanicus ou Chlamys islandica), en Australie, au Chili ou au Pérou (Pétoncle chilien), pétoncles pêchés ou élevés en Asie (Chine, ou dans la région d'Hokkaidō au Japon) (Mizuhopecten yessoensis, syn. Patinopecten yessoensis).
La décision de l'OMC mentionnée ci-dessus a été reprise dans la réglementation française,.
Pour les produits transformés contenant de la « Saint-Jacques », le nom scientifique et le pays d'origine des mollusques utilisés doivent être indiqués dans la liste d'ingrédients .
La mention Pecten maximus correspond à la coquille Saint-Jacques endémique de la Manche. En France, la « coquille Saint-Jacques de Normandie » a été le premier produit non transformé à bénéficier d'un Label rouge. Il a reçu en 2002 le label rouge pour la coquille fraîche et entière, puis en 2009 pour la noix de coquille Saint-Jacques Pecten maximus fraîche.

## Services écosystémiques
Les coquilles Saint-Jacques fournissent de nombreux services écosystémiques.

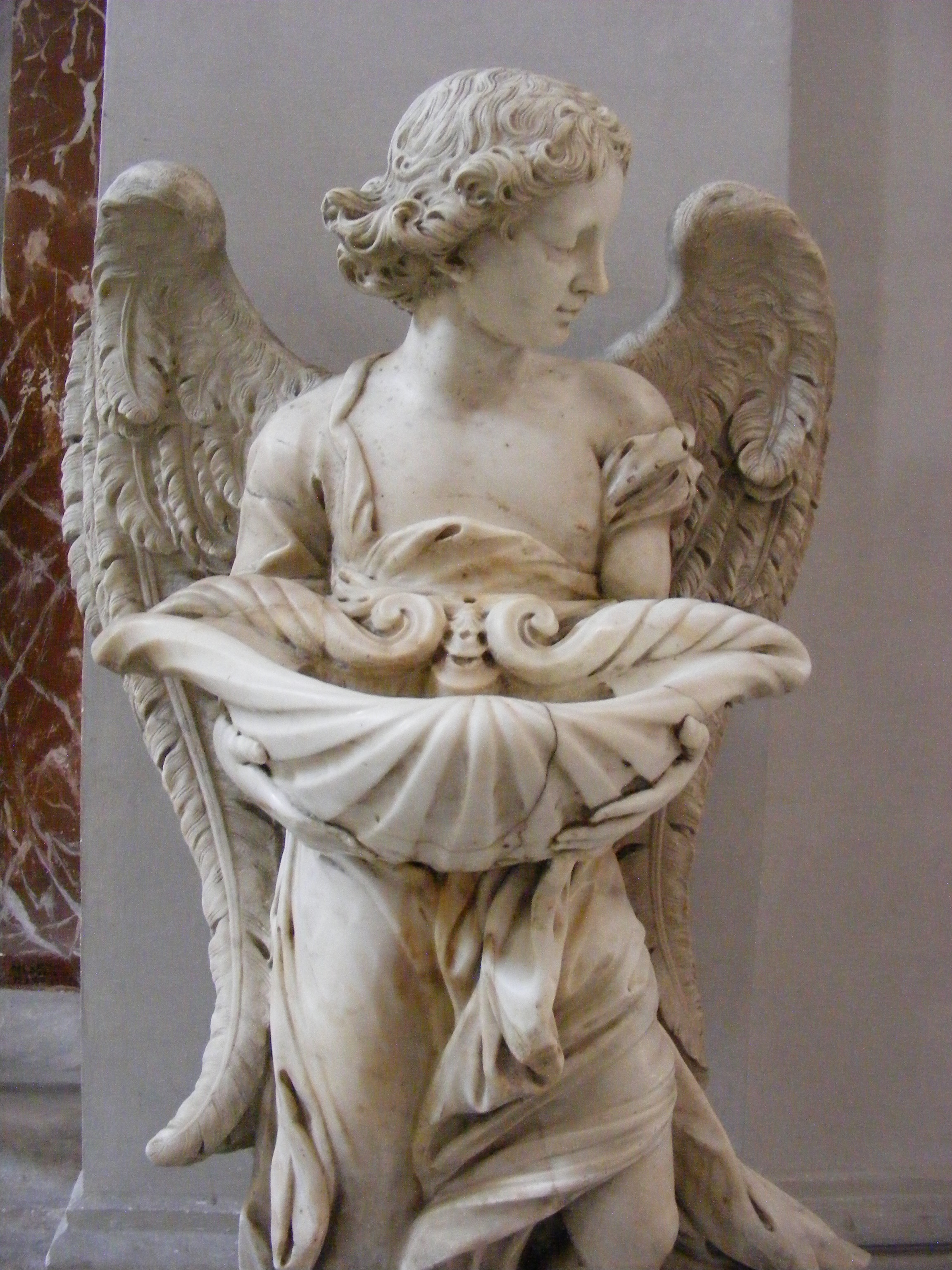
Ange bénitier de la basilique Santa Maria degli Angeli e dei Martiri de Rome (art chrétien).

Ressources marines, elles sont exploitées pour la pêche et l'aquaculture (travaux pionniers en France d'Albert Lucas dans la rade de Brest avec l'ouverture de l'écloserie-nourricerie du Tinduff à Plougastel-Daoulas en 1974).
Ce sont des sentinelles écologiques qui alertent sur la sédimentation marine, la pollution marine (la  production sonore biologique des valves, étudiée par la biophonie (en), met en évidence que le nombre de mouvements sonifères des coquilles varie selon les concentrations marines d'algues toxiques, le manque d'oxygène) ou le réchauffement climatique, grâce à la coquille utilisée comme une machine à remonter le temps car elle archive les variations de son environnement (microstries de croissance journalière qui archivent les réponses de la coquille aux variations de température via les isotopes de l'oxygène, aux variations de concentrations des contaminants).

## Symbolique
La valve bombée de sa coquille est l'emblème :
- du baptême chrétien[30] ;
- du pèlerinage de Saint-Jacques-de-Compostelle (en l'honneur de saint Jacques le Majeur)[31] ;
- de la société pétrolière Shell ;
- de Vénus/Aphrodite, qui l'utilisa comme nef lorsqu'elle naquit sur l'île de Chypre ;
- en héraldique, cette valve est une figure naturelle, représentée côté extérieur, qui se blasonne simplement coquille. Représentée plus rarement côté intérieur, elle se blasonne "vannet".

La Naissance de Vénus de Sandro Botticelli.
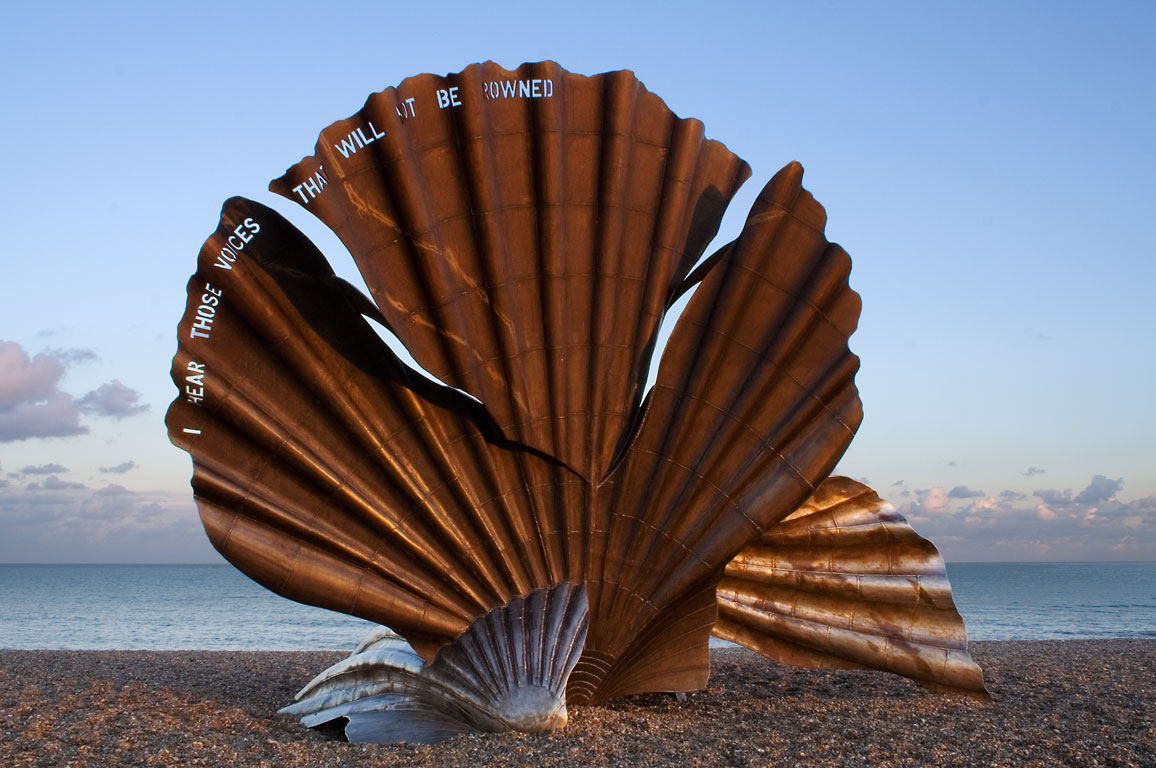
Plage d'Aldeburgh en Angleterre, par Maggi Hambling.
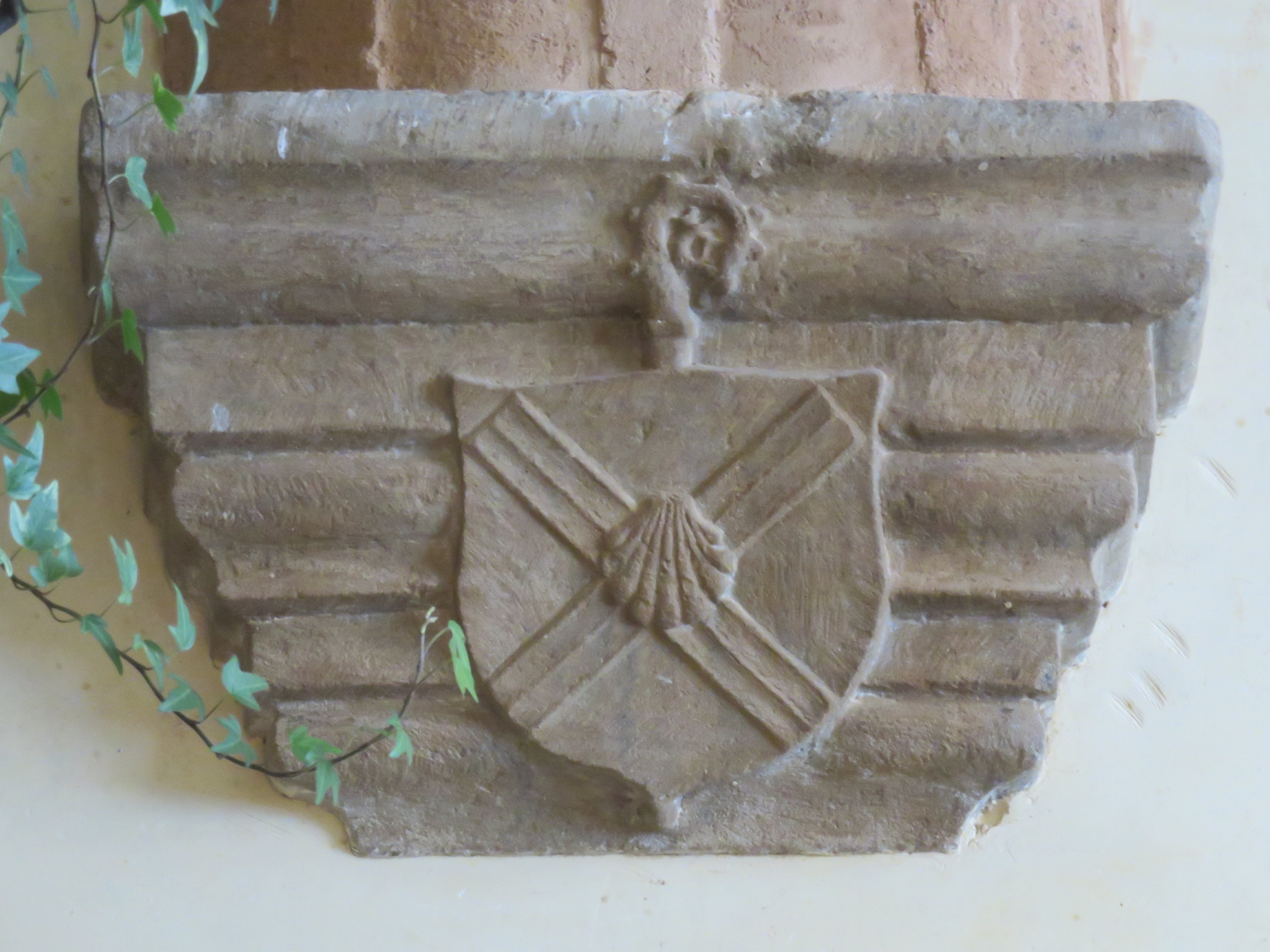
Armes avec coquille Saint-Jacques de Saint-Jacques-de-Compostelle, abbaye de Genne Mont-Sainte Marie.
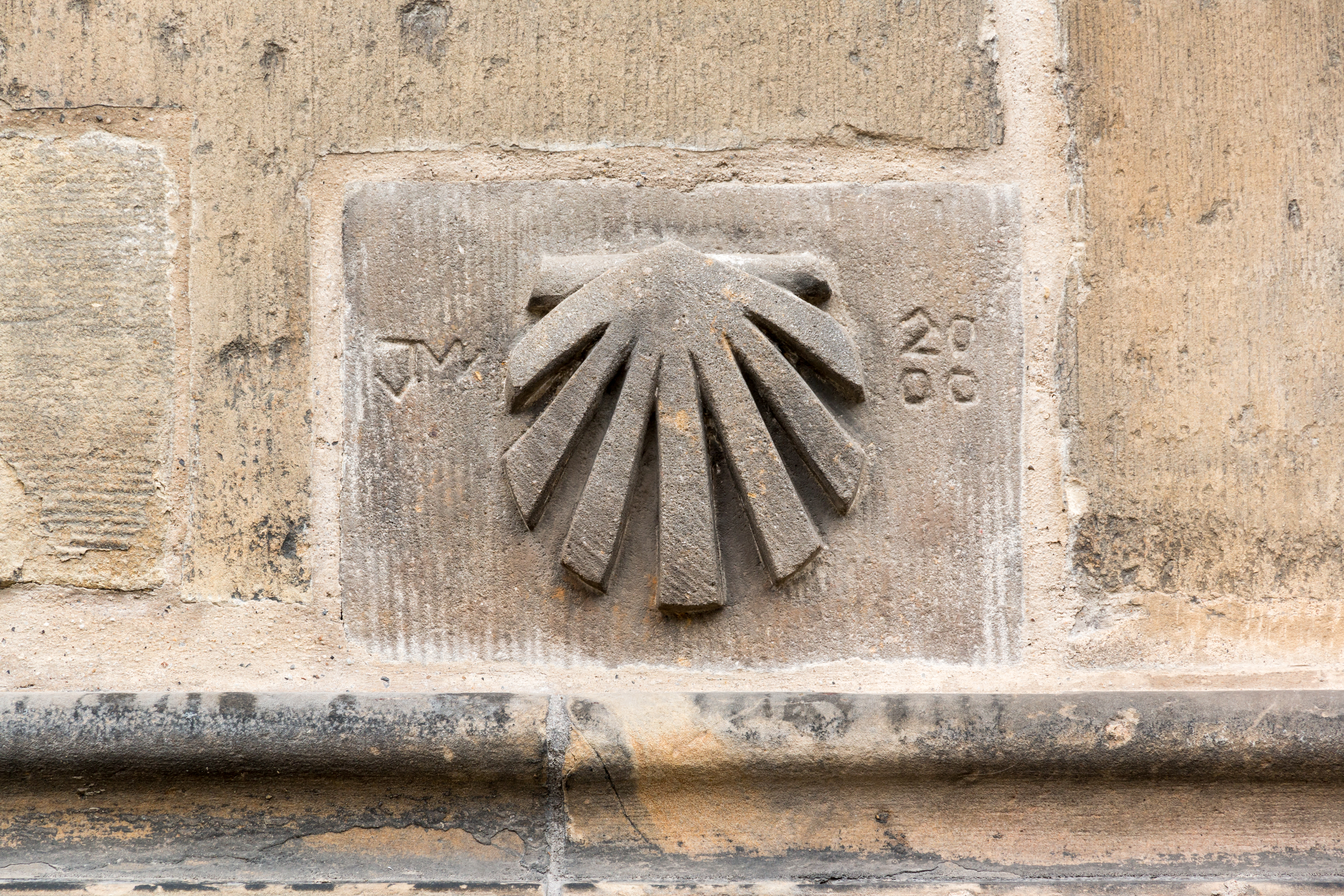
Chemins de Compostelle, de Münster en Allemagne.